# FICTION ZERO / NARRATIVE ZERO
『FICTION ZERO / NARRATIVE ZERO』（フィクションゼロ/ナラティブゼロ）は、講談社Birthやアジア本格リーグを刊行している講談社文芸X出版部による文芸雑誌。2007年8月1日発行。

## 概要
「ノイズまみれの世界を変えよう」をキャッチフレーズに、新たな文芸を提案している。巻頭に古川日出男の「フィクションゼロ宣言」を置く。両側から読める造本になっており、縦組みのフィクション（物語・小説）ゼロと、横組みのナラティブ（物語の語り方）ゼロから構成されている。アートディレクターをタナカノリユキ、イラストをSTUDIO 4℃が担当しており、ビジュアルを重視した誌面構成になっている。 巻末で小説を募集していた。
その後、第2号は刊行されず、古川日出男「デーモン」のように、第1部のみで中断している作品もある。いくつかの短編作品は、連作化されて単行本として刊行されている。

## 掲載内容
FICTION ZERO
- Seven Illusions 小説・ゼロ地平の幻影
  - 古川日出男（イラスト：二村秀樹）「デーモン」
  - 将吉（イラスト：福島敦子）「ハルベリー・メイの十二歳の誕生日」
  - 三田誠（イラスト：青木康浩）「幻人ダンテ」
  - 小川一水（イラスト：中田博文）「占星術師の希望（ヴォケイショノロジストのきぼう）」
  - 壁井ユカコ（イラスト：中澤一登）「おもひでモドキ」
  - 木葉功一（イラスト：幸村誠）「Drop」
  - 豊島ミホ（イラスト：西見祥示郎）「僕たちは戦士じゃない」
- 漫画
  - 小島アジコ、湯浅政明

NARRATIVE ZERO
- Six Narrations キャラクター世代の話法
  - 座談会：東浩紀・桜坂洋・仲俣暁生
  - 対談：福井晴敏・サンライズ佐々木新
  - インタビュー：桑島由一
  - インタビュー：虚淵玄
  - エッセイ：万城目学「夜明け前」 - イラスト：ロビン西
  - インタビュー：STUDIO 4℃田中栄子

## 関連書籍
- 将吉 - 『ハルベリー・メイの十二歳の誕生日』 （2008年11月、講談社）
- 三田誠 - 『幻人ダンテ』 （2010年2月、講談社ノベルス）